# استیو تراپمور
استیو تراپمور (انگلیسی: Steve Trapmore؛ زادهٔ ۱۸ مارس ۱۹۷۵) قایقران روئینگ اهل بریتانیا است.
وی در مسابقات کشوری و بین‌المللی در مجموع برندهٔ ۲ مدال طلا، ۱ مدال نقره، ۱ مدال برنز شده‌است.